# Élie Vinet
Élie Vinet  (Saint-Médard, Charente, 1509 - Burdeos, 11 de mayo de 1587) fue un humanista, filólogo, historiador y arqueólogo francés del renacimiento, responsable de unos cincuenta libros. Fue el jefe de estudios y luego el director del famoso Collège de Guyenne en Burdeos. Hizo numerosas ediciones y comentarios de escritores griegos y sobre todo latinos, y realizó una famosa edición de las obras del poeta tardorromano Ausonio. También estudió la historia de ciudades como Saintonge, Angoumois y Burdeos, provistas de láminas con grabados de sus monumentos romanos, y tradujo obras científicas para sus alumnos.

## Biografía
Poco se sabe sobre la vida personal de Elie Vinet. Nació en 1509 en Saint-Médard, en el departamento de Charente. Su familia paterna, originaria del Poitou, se estableció en el lugar alrededor de 1470. Su madre, Colette Chat, era de Montmoreau-Saint-Cybard. Vinet no parece haber tenido descendencia. Comenzó sus estudios en Barbezieux-Saint-Hilaire, en una escuela dirigida por Simon Pererius, quien le enseñó los elementos de la lengua latina. Tras el fallecimiento de su padre Jehan Vinet, su madre lo envió a Angulema para proseguir sus estudios. Luego marchó a Poitiers, donde obtuvo el grado de maestro en artes. Frecuentó en la corte de Cognac a Luisa de Saboya, futura Margarita de Angulema. Después marchó a París para estudiar griego antiguo y matemáticas en el Colegio de Santa Bárbara. En 1539 todavía estaba allí cuando el humanista portugués André de Gouveia, director del Colegio de Guyenne en Burdeos y antiguo del Colegio de Santa Bárbara, le hizo venir a Burdeos como profesor. Tres años después, en 1542, Vinet se sintió cansado y se retiró a Santonge. Fue durante este retiro cuando comenzó a estudiar a algunos autores clásicos y a publicar sus obras en latín o francés. 

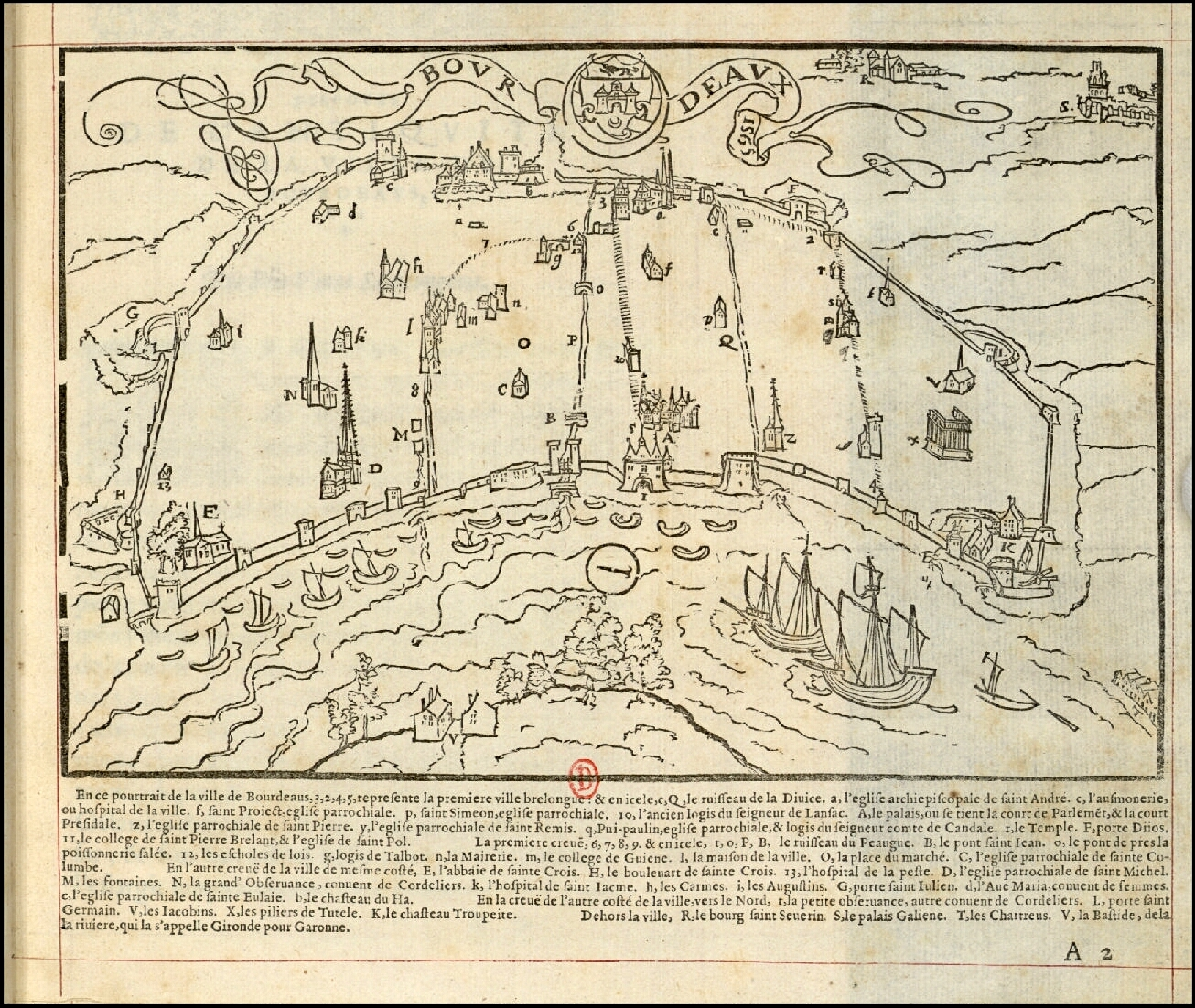
Xilografía del plano de la villa de Burdeos en Bordeavs Antiqvity (1565)

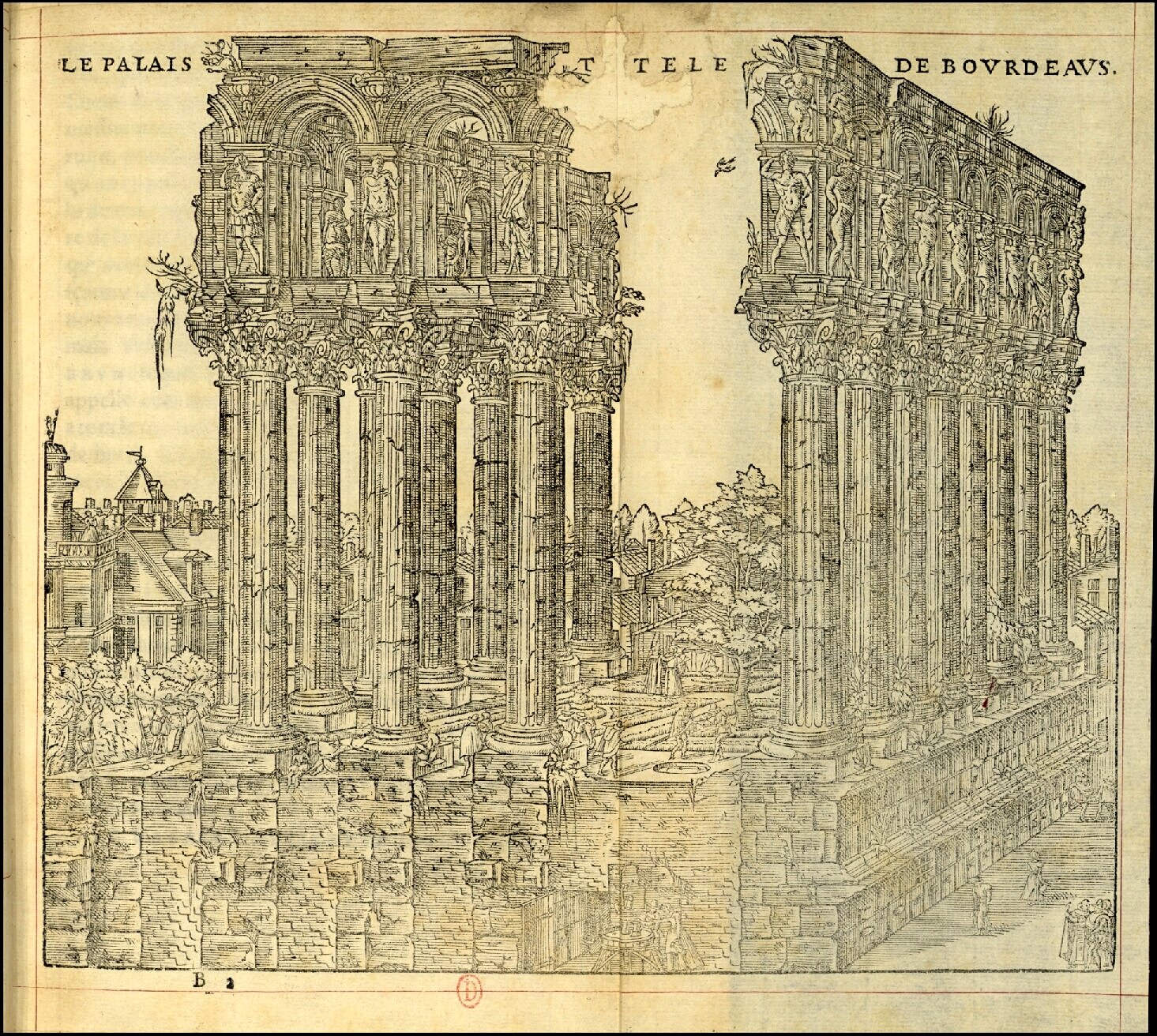
Pilares de la Tutela en Burdeos

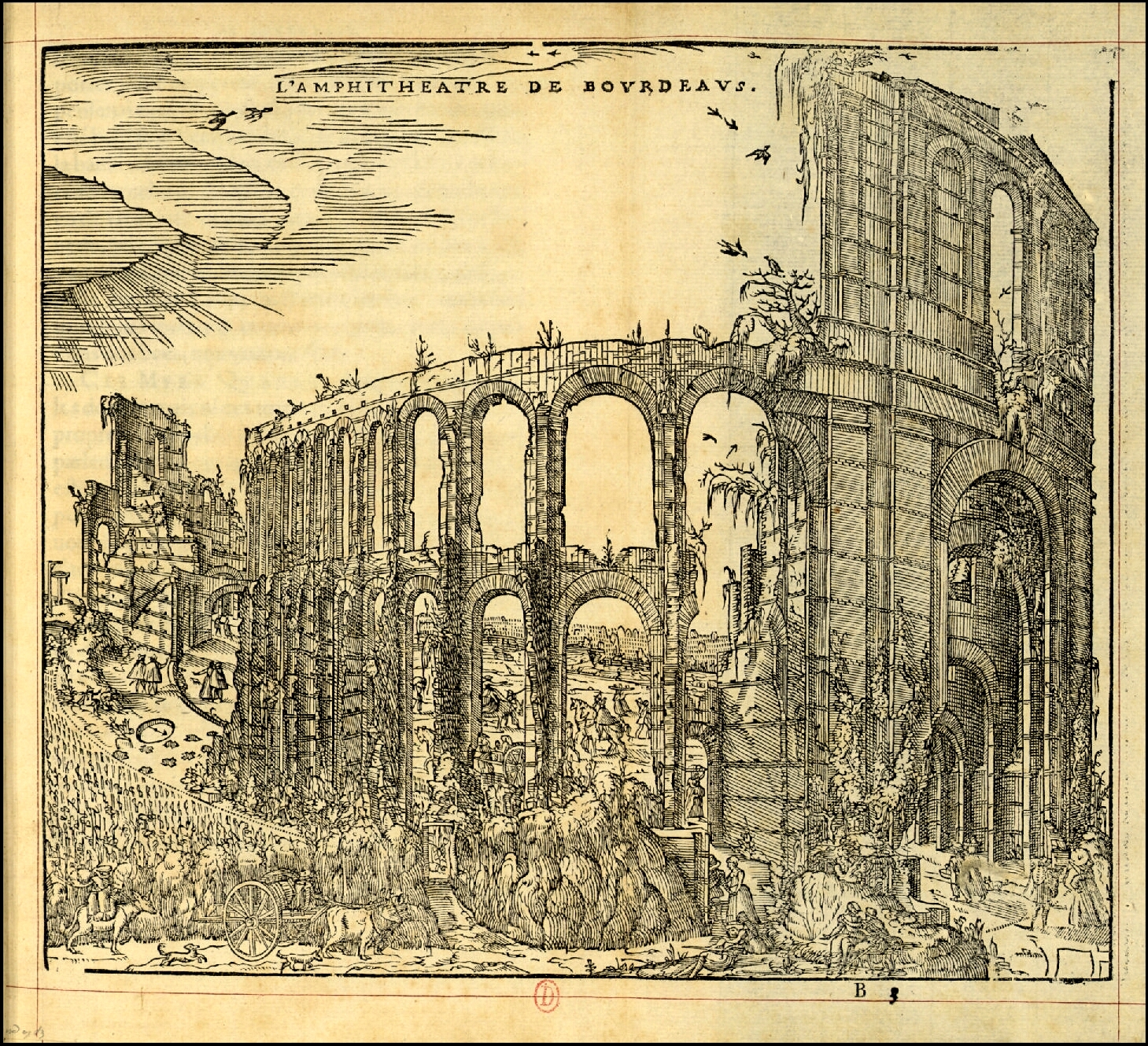
Palacio Gallien en Burdeos

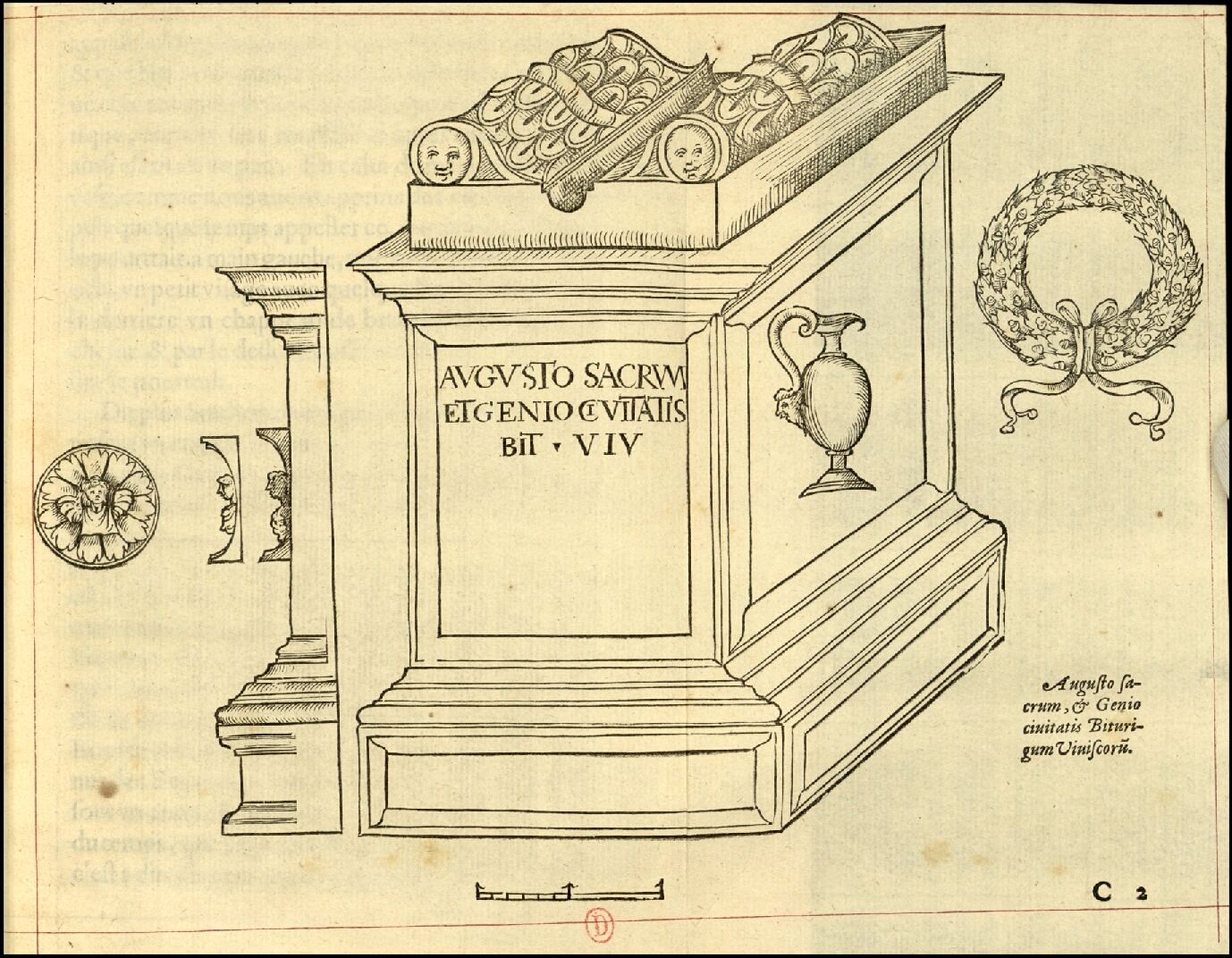
Tumba romana en Burdeos

En 1547, el rey Juan III de Portugal llamó a André de Gouveia para dirigir el Colegio de las Artes de Coímbra según el modelo del de Burdeos. Élie Vinet marchó con él. Gouveia decidió quedarse en Portugal, su país natal, pero Vinet regresó a Burdeos en julio de 1549, aun cuando se marchó pronto a París para supervisar la publicación de su libro sobre Ausonio, que se publicó en 1551. De vuelta en Burdeos en enero de 1550, Vinet retomó su cátedra de matemáticas en el colegio de Guyenne y entre 1552 y 1556 publicó una serie de libros para el uso de sus clases. En 1556 murió el director del colegio de Guyenne, Jean o Juan Gélida, que había reemplazado a André de Gouveia en 1547. Los jurados del Parlamento de Burdeos lo nombraron director. Sin embargo, el rey Enrique II de Francia lo ignoró y nombró a otro: Nicolas Hérigaray. Muy frustrado por este motivo, Vinet dejó el colegio y pasó seis años en Saintonge y Angoumois dedicado a preparar ediciones de autores clásicos y a tomar notas sobre la historia de Saintonge, Angulema y Burdeos que se utilizarán para sus futuros estudios.
Nicolas Hérigaray renunció en 1562 y los jurados volvieron a nombrar a Vinet director del Colegio de Guyenne. Él se encargó de administrarlo, pero también impartió cursos, renovó la pedagogía, enseñó métodos para "cabezas bien hechas" y estableció una disciplina más humana. Además seguía publicando ediciones de clásicos latinos. En 1570, Vinet se exoneró de sus tareas administrativas para dedicarse a su edición de Ausonio, cuya versión final se publicará en 1580.
Con el impulso y bendición de Vinet, en 1572 un joven profesor del colegio, Simon Millanges, abrió una gran imprenta cerca del colegio. Y allí fue donde imprimió sus últimos trabajos. Sin embargo la peste estalló en Burdeos en junio de 1585 y en pocos meses causó más de catorce mil muertos. El Colegio de Guyenne cerró y Vinet se marchó de la ciudad; se reabrió en 1586, pero preocupado, cansado y frágil falleció el 11 de mayo de 1587.
Su funeral se celebró con gran pompa en la iglesia de Saint-Éloi en Burdeos. Su cuerpo está enterrado en el cementerio, pero su lápida se trasladó a una capilla dentro de la iglesia alrededor de 1840. Lleva una inscripción en griego, latín y francés.
Trabajó en su edición de Ausonio entre 1551 y 1580, entusiasmado al descubrirse en Lyon un códice mucho más completos que los anteriores ya conocidos de Ausonio. Preparó una serie de notas con intención de publicar la obra completa de Ausonio y entre 1573 y 1574 le pidió a su antiguo alumno Joseph Justus Scaliger, que pasaba por Lyon, que verificara la precisión de sus notas. Pero Scaliger hizo más aún ¡publicó siete obras de Ausonio en 1575 haciéndose pasar por autor único! Este incidente no pareció molestar a Vinet. En 1590 Scaliger y otros eruditos de Burdeos reeditaron el trabajo de Vinet agregando homenajes y poemas latinos y griegos para su mayor gloria.
En 1565, Vinet comenzó a publicar sus estudios históricos sobre Burdeos, Angulema, Saintes, Barbezieux-Saint-Hilaire y un estudio paleográfico preparado durante su "retiro": Bordeavs Antiqvity (1565). Vinet es el primer historiador de la ciudad y realiza una disertación académica sobre los orígenes de Burdeos como se podía hacer en ese momento. El libro se publicó con cuatro xilografías: el Plano de la ciudad, los Pilares de la tutela, el Palais Gallien o Anfiteatro romano de Burdeos y una tumba romana, tal como estaban en el siglo XVI. Su publicación se precipitó porque el rey Carlos IX debía visitar Burdeos y Vinet quería aprovechar la oportunidad para presentarle este primer libro sobre la historia de la ciudad. El 13 de abril de 1565, Vinet ofreció el manuscrito del libro al Rey durante su visita al Colegio de Guyenne, porque la impresión aún no había concluido. 
Engoulesme (1567) se publicó de forma anónima y se divide en dos partes; la primera narra desde los primeros días de la ciudad de Angulema hasta el siglo XII, ofreciendo alguna información sobre las antiguas abadías de la región. La segunda parte trata sobre los tres ríos que cruzan Angulema. En su libro sobre Saintes describe rápidamente algunas ruinas romanas que aún existían en su época, pero guarda silencio sobre las iglesias de Notre-Dame-de-Sainte-Marie, Saint-Pierre y Saint-Eutrope. En el de Barbezieux-Saint-Hilaire es todo lo contrario: Vinet pasa rápidamente por su historia pero describe en detalle los antiguos monumentos existentes. En su Narbonensivm votvm y arae dedicato... (1572) diserta sobre las inscripciones de un altar de mármol encontrado en Narbona en 1566 y que todavía existe.
Otras obras de Élie Vinet certifican su interés por la ciencia y especialmente las matemáticas; hace traducciones al francés o al latín destinadas a estudiantes del Colegio de Guyenne: la Arithmetica, musica, geometria del bizantino Miguel Psellos en 1543, con cuatro reediciones; el Tratado de la Esfera de Proclo en 1543, con cinco reediciones y el de Sacrobosco en 1552 con seis; los Elementos de Euclides en 1575... También compuso tres libros de "ciencia práctica": el Quadrans (1564) enseña cómo construir un reloj de sol y se reimprimió en 1577, 1583 y 1606. Sus Logistica libri tres (1573) es un libro de aritmética y L'Arpanterie (1577) de geometría.

## Obras
- Teognis de Megara (trad. Élie Vinet), Θεογνιδος του Μεγαρεως ... γνωμαι ἐλεγειακαι. Theognidis Megarensis Sententiae Elegiacae plurimus locis castigatæ ac scholiis illustratæ per Eliam Vinetum. Accessit Latina ... ad verbum interpretatio, etc., 1543; se reimprimió en ese mismo siglo.
- Miguel Psellos (trad. Élie Vinet), Ex mathematico Pselli breviario arithmetica, musica, geometria Proclus de sphaera, Bordeaux, François Morpain, 1543; se reimprimió tres veces más en ese siglo.
- Ed. de Séneca, Formula vitæ honestæ, opus, quod diu quidem L. An. Senecæ De quatuor virtutibus falso inscriptum, prostitit: sed auctori suo Martino Episcopo, iam tandem ex vetusti codicis, qui est Niorti, fide assertum, ac collatis variis exemplaribus emendatum, Poitiers, E. Marnesio, 1544.
- Trad. de Proclo, Traité de la Sphère, Poitiers, 1544.
- Trad. de Eginardo, La Vie du Roy & Empereur Charle-Maigne, composee jadis en langage Latin ... & maintenant trãslatee en Francoys par H. Vinet, Poitiers, Franciscum Raphelengium, 1546.
- Ed. de Ausonio, Decii Magni Avsonii Paeonii Bvrdegalensis, Paris, Jacob Kerver, 1551. Se hicieron cuatro ediciones más en ese siglo.
- Johannes de Sacrobosco y Élie Vinet (ed.), Sphaera Ioannis de Sacro Bosco emendata ; Eliae Vineti Santonis Scholia in eandem Sphaeram ab ipso authore restituta. Adiunximus huic libro Compendium in Sphaeram per Pierium Valerianum Bellunensem. Et Petri Nonii Salaciensis Demonstrationem eorum... eodem Vineto interprete, Paris, Gulielmum Cauellat, 1552. Se hicieron cinco ediciones más en ese siglo.
- Ed. de Sidonio Apolinar, Caii Solli Apollinaris Sidonii Arvernorum Episcopi, opera castigato et restituta, Lugduni, Ioan Tornaesium, 1552.
- Ed. de Solino, C. Julii Solini Polyhistor, ex antiquis ... codicibus ... restitutus. ... Index ... rerum, auctorum citatorum et verborum novorum indices: in quibus multa monuit de varia scriptura, nōnulla etiam explicuit ... E. Vinetus. MS. notes, Poitiers, E. Marnesio, 1554.
- Ed. de Eutropio, Eutropii Brevarium, historia romana, ab urbe condita ad annum ejusdem urbis millesimum centesimum et nonumdecimum, ita contracta, ut nihil invenias, quod immensum rerum romanarum pelagus cognituris, pulchrius commodiusque praeire possit. Emendavit tertium Elias Vinetus : cuius emendationum commentarius recognitus et auctus separatim excudetur, Bordeaux, Simon Millanges, 1554. Se hicieron dos ediciones más en ese siglo.
- Ed. de Suetonio, Suetonii Tranquilli de illustribus Grammaticus et Rhetoribus libri duo, castigati et indice aucti..., Poitiers, Joan Marnef, 1556.
- Con Bonaventure des Périers y Jacques Pelletier du Mans, Discours non plus melancohques que diuers, de choses mesmement, qui appartiennent a notre France: & a la fin La maniere de bien & iustement entoucher les lucs & guiternes, Poitiers, Enguilbert de Marnef, 1556.
- Les Déclinaisons de tous noms et verbes latins réguliers, et autres. D'avantage l'entière conjugaison du verbe françois, avecque son exposition latine. Plus la manière d'instruire les enfants, & la table du livre. Par M. Elie Vinet, sainctongeois. Le tout reveu, corrigé et augmenté en cette dernière impression, Bordeaux, Simon Millanges, 1610
- Ed. de Aulo Persio Flaco, Aulii Persii Flacci satyrarum liber, ab Elia Vineto Santone emendatis..., Poitiers, Enguilbert Marnef, 1560.
- Ed. de Aulo Persio Flaco, Satyrae, Paris, Clavdivm Morellvm, 1613.
- Ed. de Lucio Anneo Cornuto, Lucii Annæi Cornuti ... Commentum in Auli Persii Flacci Satyras, nunc primmum formis editum. Eliæ Vineti Santonis præpatio in id commentarium, et annotationes in easdem Persii Satyras, Paris, Ioannem Orry, 1613.
- Ed. de Floro, Lucii Annaei Flori, vel potius Lucii Annaei Senecae, rerum Romanorum ex Tito Livio epitoma, Poitiers, Enguilbert Marnef, 1563.
- Ed. de Aurelio Víctor, De vita et moribus imperatorum romanorum, Poitiers, E. Marnesium, 1564
- Ed. de Justino y Pompeyo Trogo, Iustini ex Trogi Pompeii externis historiis, libri XLIIII; Sex. Aur ., Lyon, Iacobum Stoer, 1598.
- Schola Aquitanica (1583)
- La manière de fare les solaires, que communement on appelle quadrans, Poitiers, E. Marnesium, 1564 y Bordeaux, Simon Millanges, 1583.
- Con Antonio Mizauld, La maison champestre, avec le jardin médecinal, Paris, Robert Foüet, 1607.
- Ed. de Prisciano, Rhemnii Fannii, Bedae Angli, Volusii Metiani, libri de numeris, ponderibus, mensuris, numeris, eorumque notis, et de vetere computandi per digitos ratione, Paris, ædibus Rovillii, 1565, 95 p.
- L'Antiquité de Bourdeaus et de Bourg présentée au Roy Charle neufiesme, le treiziesme jour du mois d'avril l'an mille cinq cens soixante et cinq, à Bourdeaus, Poitiers, Enguilbert Marnef, 1565; hizo dos ediciones más.
- Recherche de l'antiquité d'Engovlesme, Poitiers, Enguilbert de Marnef, 1567.
- Ed. de Censorino, Censorini Liber de Die natali par Eliam Vinetum Santonem emendatus, Poitiers, Enguilbert de Marnef, 1567.
- Les Antiquitez de la ville de Xaintes au pais de Xaintonge, Bordeaux, Veuve Morpain, 1568
- L'antiquité De Saintes et Barbezieus, Bordeaux, Simon Millanges, 1584, 3.ª ed.
- Le Safran de la Roche-Foucault, Poitiers, Enguilbert de Marnef, 1568.
- L'Antiquité de Saintes, Bordeaux, Pierre de Ladime, 1571.
- Ed. de Pomponio Mela, De situ orbis libri, ad multa nova, veteraque exemplaria emendati per Eliam Vinetum Santonem, Paris, Gabriel Buon, 1572; se reimprimió en ese siglo y en el siguiente.
- Narbonensium votum, et arae dedicatio, insignia antiquitatis monomenta, Narbone reperta in marmore eterra effosso : quum fundamenta condendo propugnaculo aperirentur, anno Christi MDLXVI, Bordeaux, Simon Millanges, 1572.
- Eliae Vineti santonis de Logistica libri tres, Bordeaux, Simon Millanges, 1573.
- Ed. de Euclides, Definitiones Elementi qvincti, Et sexti, Euclidio,ab Elia Vineto, Bordeaux, Simon Millanges, 1575.
- L'Arpanterie : livre de géométrie, enseignant à mezurer les champs, et pluzieurs autres chozes, Bordeaux, Simon Millanges, 1577. Se reimprimió en ese siglo.
- Prólogo a André de Gouveia, Schola Aquitanica, Bordeaux, Simon Millanges, 1583.